# Muł okrzemkowy
Muł okrzemkowy (diatomitowy) – głębokomorski eupelagiczny osad strefy abysalnej, złożony głównie ze skorupek jednokomórkowych glonów – okrzemek (Diatomeae). Ma postać żółtoszarego klejowatego osadu, po wyschnięciu biały. Zawiera organizmy wapienne oraz znaczną domieszkę materiału terygenicznego. Tworzy się w morzach chłodnych o niewielkim zasoleniu.